# NGC 5045
NGC 5045 (również ESO 96-SC5) – gromada otwarta znajdująca się w gwiazdozbiorze Centaura. Odkrył ją John Herschel 16 czerwca 1835 roku. Jest położona w odległości ok. 4,9 tys. lat świetlnych od Słońca.